# 梅尔洛
梅尔洛（法語：Merlaut，法語發音：[mɛʁlo]）是法国马恩省的一个市镇，属于维特里勒弗朗索瓦区。

## 地理
梅尔洛（48°45'41"N, 4°40'1"E）面积5.04 平方千米，位于法国大東部大區马恩省，该省份为法国东北部内陆省份，北起阿登省，西北接埃纳省，西南接塞纳-马恩省，南至奥布省，东南接上马恩省，东临默兹省。
与梅尔洛接壤的市镇（或旧市镇、城区）包括：尚日、乌特勒蓬、普利尚库尔、圣康坦莱马赖、佩尔图瓦地区维特里。

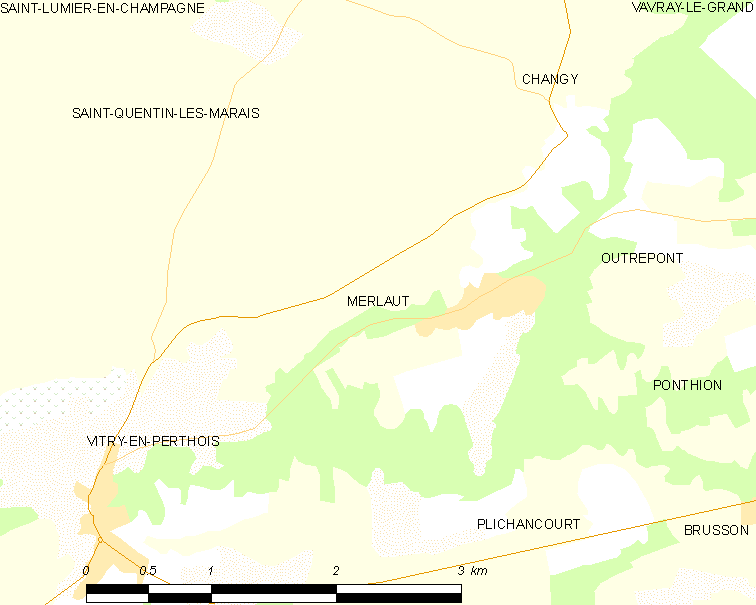
梅尔洛的OSM定位图

梅尔洛的时区为UTC+01:00、UTC+02:00（夏令时）。

## 行政
梅尔洛的邮政编码为51300，INSEE市镇编码为51363。

## 政治
梅尔洛所属的省级选区为塞迈兹莱班县。

## 人口

1962-2008年间梅尔洛人口变化图示

梅尔洛于2022年1月1日时的人口数量为271人。